# Lhung Tgk Yah
Lhung Tgk Yah is een bestuurslaag in het regentschap Aceh Barat van de provincie Atjeh, Indonesië. Lhung Tgk Yah telt 144 inwoners (volkstelling 2010).